# Zoe Ventoura
Zoe Ventoura (Perth, Australia Occidental; 1981) es una actriz australiana, conocida por su interpretación de Melissa Rafter en la serie australiana Packed to the Rafters.

## Biografía
Ventoura es hija de un músico y de una bailarina y coreógrafa, su madre es la directora artística de una compañía de danza en Canberra. Su hermano mayor Adam, es un bajista que ha estado en gira con estrellas como Jon Stevens, Guy Sebastian y Kate Ceberano.
Es muy buena amiga de los actores Hugh Sheridan y George Houvardas con quienes compartió créditos en la serie Packed to the Rafters.
En 2009 Zoe comenzó a salir con el doctor veterinario Chris Brown, la estrella de la serie de televisión australiana Bondi Vet, sin embargo la relación terminó a finales de 2010.
En septiembre de 2011 comenzó a salir con el actor Daniel MacPherson, a mediados de enero de 2015 la pareja anunció que se había comprometido en diciembre de 2014. Y finalmente se casaron a finales de noviembre del mismo año. En diciembre del 2019, la pareja le dio la bienvenida a su primer hijo, Austin Xavier MacPherson. Lamentablemente en enero de 2021, la pareja anunció que se había separado.

## Carrera
Zoe ha aparecido en obras musicales como Roles in Oh, What a Night, Footloose, We Will Rock You, Eurobeat, Grease y Debbie Does Dallas: The Musical.
En 2006 obtuvo un pequeño papel en la película de terror See No Evil protagonizada por el luchador Glenn Jacobs. 
En 2007 obtuvo su primer papel importante en la televisión cuando interpretó a Miki Mavros en la serie cómica Kick.
En 2008 se unió al elenco de la exitosa serie dramática Packed to the Rafters; donde interpretó a la atractiva enfermera Melissa Brannon-Rafter, hasta finales de 2010 después de que su personaje muriera después de estar en un accidente automovilístico. Melissa era la esposa de Ben Rafter.
En febrero de 2011 se anunció que Zoe se unió al elenco de la serie Wild Boys donde interpretó a Mary Barrett, sin embargo la serie fue cancelada después de la primera temporada debido a los bajos raitings.
En febrero de 2018 apareció en un episodio de la miniserie Underbelly Files: Chopper donde interpretó a Mary Ann Hodge, la primera esposa del criminal y autor Mark "Chopper" Read (Aaron Jeffery).

## Filmografía

### Series de televisión
| Año               | Título                    | Personaje          | Notas                |
| ----------------- | ------------------------- | ------------------ | -------------------- |
| 2019 - 2020       | Home and Away             | Dra. Alex Neilson  | 58 episodios         |
| 2018              | Underbelly Files: Chopper | Mary Ann Hodge     | ep. #1.2 - miniserie |
| 2017              | Love Child                | Enfra. Fleur Healy | ep. #4.9             |
| 2016              | Hyde & Seek               | Sonya Hyde         | 8 episodios          |
| 2008 - 2010, 2013 | Packed to the Rafters     | Melissa Rafter     | 65 episodios         |
| 2013              | Knockin' on Doors         | -                  | episodio "The Bet"   |
| 2011              | Wild Boys                 | Mary Barrett       | 10 episodios         |
| 2007              | Kick                      | Miki Mavros        | 13 episodios         |
| 2005              | Last Man Standing         | Adele              | 2 episodios          |
| 1996              | Sweat                     | Bailarina          | episodio # 1.26      |

### Películas
| Año  | Título                                              | Personaje        | Notas |
| ---- | --------------------------------------------------- | ---------------- | ----- |
| 2017 | Piratas del Caribe: La venganza de Salazar          | Esposa del Mayor |       |
| 2016 | SFv1                                                | Sgt. Cognit      |       |
| 2014 | You Can't Play the Game If You Don't Know the Rules | Andrea           |       |
| 2014 | Drive Hard                                          | Agente Walker    |       |
| 2012 | Fatal Honeymoon                                     | Joanna           |       |
| 2010 | Stay Awake                                          | Sarah            | Corto |
| 2009 | An Unfinished Romance                               | Flora            | Corto |
| 2006 | See No Evil                                         | Mujer sin ojos   |       |

## Premios y nominaciones
| Año  | Categoría            | Premio             | Serie                 | Resultado |
| ---- | -------------------- | ------------------ | --------------------- | --------- |
| 2011 | Most Popular Actress | Silver Logie Award | Packed to the Rafters | Nominada  |